# Кандык лимонно-жёлтый
Канды́к лимо́нно-жёлтый (лат. Erythrónium citrínum) — вид цветковых растений рода Кандык (лат. Erythronium).

## Ботаническое описание

### Вегетативные органы
Эфемероидное многолетнее травянистое луковичное растение. Луковицы 4—5 см длиной, вытянутые, иногда формируют сидячие дочерние луковицы — детки. Листья 9—15 см длиной. Листовая пластинка пятнистая, от ланцетовидной до почти овальной формы, с неправильными коричневыми и белыми полосами. Край листа более или менее волнистый.

### Генеративные органы
Цветонос 12—35 см длиной, несёт 1—3 цветка. Околоцветник простой. Листочки околоцветника 25—45 мм длиной, от ланцетовидной до почти эллиптической формы, более или менее белые, часто бледно-розовые или жёлтые вблизи центра цветка. Кончики листочков с возрастом розовеют. Тычинки 11—17 мм длиной. Тычиночные нити менее 0,8 мм шириной, линейные, тонкие, белые или бледно-розовые. Пыльники белые, кремовые, розовые, красноватые или коричневато-красные. Столбик 6—10 мм длиной, прямостоячий, белый или розовый.
Плод — длинная обратнояйцевидная коробочка 2—5 см длиной.
Цветение весной, с марта по май.

### Генетика
Хромосомный набор 2n = 24.

### Идентификация
Ареал кандыка лимонно-жёлтого тесно соприкасается с ареалами кандыка орегонского (Erythronium oregonum), кандыка Хауэлла (Erythronium howelii) и кандыка Хендерсона (Erythronium hendersonii), с которыми его можно спутать. Очень похожий кандык Хауэлла имеет более узкий ареал и может быть отличён от кандыка лимонно-жёлтого по отсутствию нектарников в основании внутренних лепестков. Кандык Хендерсона, чей ареал заканчивается только на северной границе ареала кандыка лимонно-жёлтого, очень с ним схож, но отличается своими пурпурными цветками. Широко распространённый кандык орегонский в изобилии произрастает на юго-западе Орегона, отличен от кандыка лимонно-жёлтого своим глубоко разделённым 3-дольным рыльцем, поскольку лимонно-жёлтый обладает лишь слегка разделённым рыльцем.

## Ареал и местообитание
Встречается в США на юго-западе Орегона и на прилегающей территории северо-запада Калифорнии. Произрастает в сухих лесах и зарослях кустарников на высотах от 100 до 1300 (редко 1800) м.

## Синонимика
Иногда выделяют подвид кандыка лимонно-жёлтого, в настоящий момент считающийся синонимом этого вида:
- Erythronium citrinum var. roderickii Shevock & G.A.Allen

Другие источники добавляют ещё один синонимичный подвид:
- Erythronium citrinum var. citrinum  S.Watson

Более того, иногда кандык Хауэлла (Erythronium howelii) также рассматривается как синоним данного вида.